# Жадан Іван Пилипович
Іва́н Пили́пович Жада́н (1893 , Колонтаїв, Богодухівський повіт, Харківська губернія, Російська імперія  — 1 лютого 1939 ) — український державний діяч. Депутат Верховної Ради УРСР першого скликання (1938–1939).

## Біографія
Народився в селі Колонтаїв, Богодухівський повіт, Харківська губернія, тепер Краснокутський район, Харківська область. З дитячих років наймитував, працював дев'ять років погоничем волів у економії поміщика.
З 1913 по 1917 рік — служба в російській імператорській армії, учасник Першої світової війни.
У 1918 році повернувся на Харківщину, організував у селі Колонтаєві радянський партизанський загін. Деякий час хворів, потім воював у лавах Червоної армії.
Член РКП(б) з 1919 року.
З квітня 1919 року — голова Колонтаївського революційного комітету (ревкому) Богодухівського повіту Харківської губернії. Після наступу російських військ генерала Денікіна на Харківщину знову очолював радянський партизанський загін, брав участь у боях під Охтиркою, Глуховим, Севськом.
У кінці 1919 року, після поранення під Катеринославом, повернувся до рідного села, де працював начальником штабу тилу і військовим комісаром чотирьох волостей Богодухівського повіту.
З 1923 по 1925 рік — голова виконавчого комітету Рунської (Руновщанської) районної ради Красноградської округи.
З 1926 року — на господарській роботі: завідувач господарства Халтуринського цукрового комбінату і, одночасно, секретар партійної організації; керівник відділку, директор Халтуринського цукрового комбінату на Полтавщині; директор Жданівського цукрового комбінату Хмільницького району; директор Бродецького бурякорадгоспу Комсомольського району Вінницької області.
У другій половині 1930-х років — директор Ялтушківського цукрового комбінату Барського району Вінницької області.
26 червня 1938 року був обраний депутатом Верховної Ради УРСР першого скликання по Барській виборчій окрузі № 37 Вінницької області.
Помер 1 лютого 1939 року.

## Нагороди
- орден «Знак Пошани» (1.08.1936)